# Larrett Roebuck
Larrett Roebuck (* 27. Januar 1889 in Jump; † 18. Oktober 1914 bei Beaucamps-Ligny) war ein englischer Fußballspieler.

## Karriere
Roebuck kam in einem Dorf nahe Barnsley zur Welt, bei der Volkszählung von 1901 wohnte die Familie in Rotherham. Sein Vater starb bereits 1902 und Roebuck arbeitete alsbald im Bergbau der Region. Im September 1904 wurde er zu einer einmonatigen Gefängnisstrafe verurteilt, nachdem er eine Uhr geklaut hatte; vor Gericht gab der 15-Jährige sein Alter mit 17 an. Nach der Haftstrafe schrieb sich Roebuck im November 1904 in Pontefract im York and Lancaster Regiment ein, wobei er sowohl bezüglich seines Alters als auch bezüglich vorangegangener Haftstrafen falsche Angaben machte. Roebuck diente die nächsten sieben Jahre in der British Army und war dabei auch fußballerisch aktiv. Von Oktober 1906 bis Dezember 1907 war er in Indien stationiert, ab Ende 1907 im irischen Limerick. Ende 1907 wurde er auch zum Lance Corporal befördert, eine Position, die er wegen „Fehlverhaltens“ 1910 wieder verlor. Im Mai 1912 wurde er aus dem aktiven Militärdienst entlassen und gehörte fortan der Reserve an.
Roebuck, mittlerweile verheiratet und Vater von vier Kindern, ging zurück nach South Yorkshire und arbeitete vermutlich in der Silverwood Colliery und spielte für das dortige Fußballteam. Im März 1913 gewann er mit der Mannschaft den Rotherham Charity Cup durch einen 5:1-Sieg über King’s Head. Die Leistungen des Bergbauteams blieben auch dem Profiklub Huddersfield Town nicht verborgen und Ende März 1913 verpflichtete Huddersfields Trainer Arthur Fairclough drei Spieler von Silverwood: neben Roebuck waren dies der Halbstürmer Sam Taylor und der rechte Läufer Harry Linley.
Nach einer Verletzung von Fred Bullock kam Roebuck erstmals am 3. Januar 1914 gegen den FC Fulham als linker Verteidiger in einem Spiel der Football League Second Division zum Einsatz und behielt seinen Platz im Team bis Saisonende. Unter seiner Mitwirkung gelangen zehn Ligasiege, in den ersten 21 Saisonspielen hatte das Team hingegen nur drei Mal gewonnen, die Tabellenplatzierung verbesserte sich von Rang 18 auf 13. Neben 17 Ligaeinsätzen kam Roebuck auch zu zwei Einsätzen im FA Cup, darunter das Zweitrundenaus beim FC Birmingham vor 40.000 Zuschauern. Zur Saison 1914/15 wurde er von Huddersfield weiterverpflichtet, der Ausbruch des Ersten Weltkriegs führte aber im August 1914 zur sofortigen Einberufung des Reservisten.
Bereits am 9. September 1914 kam er an Bord der SS Minneapolis als Teil der British Expeditionary Force in Saint-Nazaire an und wurde wieder zum Lance Corporal ernannt. Seine Einheit erreichte am 20. September 1914 bei Vailly-sur-Aisne die Front. Während des „Wettlaufs zum Meer“ galt er nach Kampfhandlungen am 18. Oktober 1914 nahe Beaucamps-Ligny als vermisst. Sein Tod wurde später von Kameraden bestätigt; im Januar 1916 wurde er auch offiziell für tot erklärt. Sein Leichnam wurde nie gefunden, sein Name findet sich am Ploegsteert Memorial to the Missing, er war der erste Spieler der Football League, der im Ersten Weltkrieg fiel.